# Ткаченко, Лариса Анатольевна
Лариса Анатольевна Ткаченко (род. 25 июня 1950 года) — российский дизайнер, член-корреспондент Российской академии художеств (2006).

## Биография
Родилась 25 июня 1950 года.
В 1972 году — окончила Московский текстильный институт, факультет прикладного искусства.
В 2006 году — избрана членом-корреспондентом Российской академии художеств от Отделения дизайна.
С 1990 года — член Санкт-Петербургского Союза художников России, с 1990 года — член-бюро секции декортативно-прикладного искусства, с 2008 года — член правления, член творческого сектора.
С 2005 года преподает в Санкт-Петербургском государственном университете промышленных технологий и дизайна, с 2014 года — профессор кафедры живописи и рисунка.
Основные произведения (совместно с П. А. Ткаченко): творческая коллекция «Европа-Азия», творческая коллекция «Время», творческая коллекция «Мода и религия», творческая коллекция «Приношение прекрасной Италии», творческая коллекция «Фольклор», творческая коллекция «С утра до вечера», творческая коллекция «Кто мы?», творческая коллекция «Террор», творческая коллекция «Рубаха», творческая коллекция «Вавилон».

## Награды
- Заслуженный художник Российской Федерации (2006)[2]